# 啟明臨時乘降場

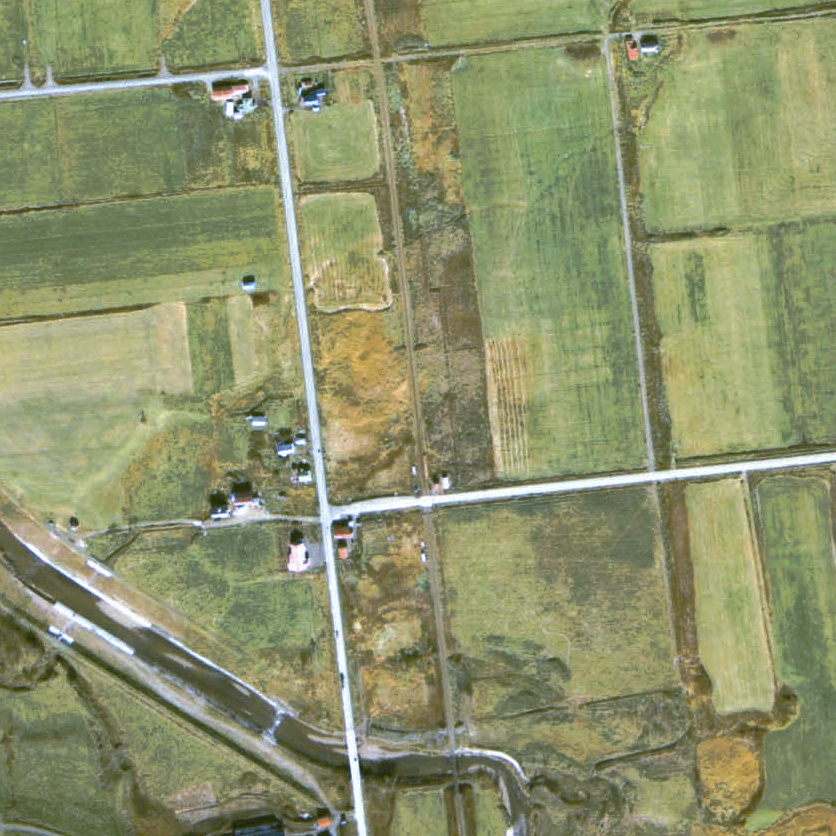
1977年的啟明臨時乘降場與方圓約500米範圍。上行為幌延方向。靠近羽幌一方設有平交道和候車室。周邊設有牧場草地和民居，現時由於人口減少，只剩下左邊居民。下面的河流名為宇都川。

啟明臨時乘降場（日语：／ Keimei karijōkō-ba */?）是位於北海道天鹽郡遠別町字啟明，日本國有鐵道（國鐵）的羽幌線臨時乘降場（廢站）。隨著羽幌線廢線，臨時乘降場在1987年（昭和62年）3月30日廢除。

## 歷史
- 1956年（昭和31年）5月1日 - 日本國有鐵道（國鐵）天鹽線開設啟明臨利乘降場（由局（日语：鉄道管理局）設定）啟用[1]。
- 1958年（昭和33年）10月18日 - 天鹽線編入羽幌線，羽幌線全線開通，成為羽幌線的臨時乘降場。
- 1987年（昭和62年）3月30日 - 羽幌線全線廢除，此臨時乘降場也廢除[1]。

## 車站構造
截至車站廢除前，車站是一座地面車站，設有1面1線的單式月台。月台位於路軌的東邊（前往幌延方向的列車會開啟右邊車門）。

## 站名的由來
車站名稱取自地區名。地區名的由來是希望「相互指導與啟迪，照亮未來」而命名。

## 車站周邊
- 北海道道119號遠別中川線（日语：北海道道119号遠別中川線）
- 國道232號（日语：国道232号）（天賣國道/日本海奧羅龍線（日语：日本海オロロンライン））
- 宇都川

## 相鄰車站
日本國有鐵道
羽幌線
遠別－啓明臨時乘降場－丸松

## 注腳
1. 1 2 3  太田幸夫.  1. 札幌市: 富士コンテム. 2004-02-29: 176. ISBN 4-89391-549-5 （日语）.
2. ↑  工藤裕之. . 北海道新聞社. 2011-12: 75. ISBN 978-4894536197 （日语）.

## 外部連結
- 羽幌線廢線跡調査 （页面存档备份，存于）（日語）